# Malek Mouath
Malek Mouath (en árabe: مالك علي معاذ الهوساوي‎; Medina, Arabia Saudita, 10 de agosto de 1981), conocido también como Malek Maaz oficialmente por la FIFA, es un exfutbolista de Arabia Saudita que jugaba en la posición de delantero.

## Carrera

### Club
| Periodo   | Club                     | Apariciones | Goles |
| --------- | ------------------------ | ----------- | ----- |
| 2000-2004 | Al-Ansar Medina          | 53          | 4     |
| 2004-2012 | Al-Ahli FC               | 115         | 57    |
| 2010      | → Al-Arabi Doha (cedido) | 0           | 0     |
| 2011-2012 | → Al-Nassr (cedido)      | 16          | 3     |

### Selección nacional
Jugó para Arabia Saudita en 42 ocasiones de 2006 a 2009 y anotó 15 goles; participó en la Copa Mundial de Fútbol de 2006 y en la Copa Asiática 2007.

## Logros

### Club
- Crown Prince Cup : 2007
- Saudi Federation Cup : 2007
- Gulf Club Champions Cup: 2008

### Individual
- Mejor jugador de la Saudi Premier League: 2006–07